# One-shot
One-shot (ang. jedno ujęcie) – jednotomowy komiks, zamykający się w od kilkunastu do kilkuset stron. W przypadku mangi jest to zazwyczaj indywidualna historia, publikowana jako osobne wydawnictwo, zaś w komiksie amerykańskim one-shoty to z reguły jednozeszytowe dodatkowe opowieści powiązane z jakąś serią, oznaczone w niej jako numer specjalny.